# Monsta X
Monsta X (hangul: 몬스타엑스, zapis stylizowany: MONSTA X) – południowokoreański boysband założony przez Starship Entertainment. Zespół został złożony poprzez południowokoreański survival show NO.MERCY stacji Mnet w 2015 roku. Grupa składa się z sześciu członków: Shownu, Minhyuk, Kihyun, Hyungwon, Joohoney oraz I.M. Monsta X zadebiutowali 14 maja 2015 roku wydając minialbum Trespass. Nazwa ich oficjalnego fanklubu to Monbebe.
Joohoney był uczestnikiem 4 sezonu Show Me the Money, a także razem z Wonho i Shownu byli członkami zespołu NuBoyz (2014–2015).

## Historia

### 2014–2015:NO.MERCYi debiut zTrespassiRush
Grupa powstała w wyniku programu survivalowego NO.MERCY, który został stworzony przez Starship Entertainment i Mnet, i miał swoją premierę w grudniu 2014 roku. Podczas programu uczestnicy pracowali bezpośrednio z artystami wytwórni, m.in. z Rhymerem, San E, Giriboy i Nochang. W celu zakończenia misji dziewięciu z pozostałych członków musiało utworzyć trzy grupy po trzy osoby, a siedmiu finałowych członków grupy – Jooheon, Shownu, Kihyun, Hyungwon, Wonho, Minhyuk i I.M – zostało wybranych podczas ostatniego odcinka programu. Członek I.M był jedynym uczestnikiem, który dołączył w połowie programu i ostatecznie został wybrany do grupy. Nazwa grupy, „Monsta X”, ma podwójne znaczenie "potworów zdobywający scenę K-popu" i "moja gwiazda" (Mon z francuskiego – moja, sta – skrót od star (pl. gwiazda)). X symbolizuje nieznane istnienie. Jooheon, Hyungwon i I.M wydali również 12 lutego utwór „Interstellar”, który został wyprodukowany na potrzeby ostatniego zadania z programu przez Yella Diamond.

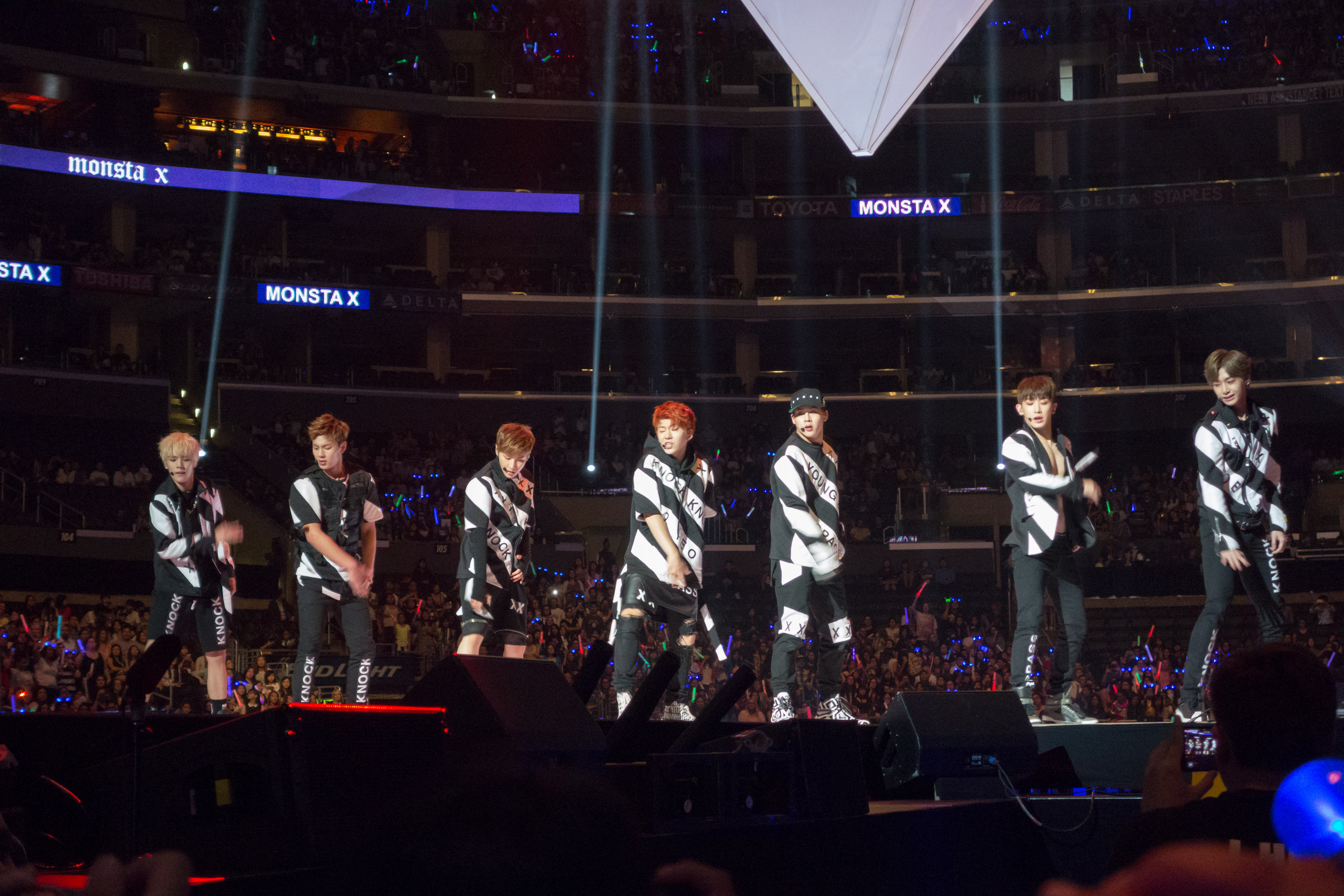
Monsta X podczas KCON w 2015 roku.

Monsta X zadebiutowali 14 maja 2015 roku z minialbumem Trespass. Główny singel z płyty o tym samym tytule został wyprodukowany przez Rhymera i opisany jako "mocny i ostry utwór, który odzwierciedla unikalny charakter Monsta X". Na płycie znalazło się siedem utworów raper Jooheon był najbardziej zaangażowanym członkiem w produkcję minialbumu i skomponował kilka piosenek, w tym „One Love”, „Steal Your Heart” i „Blue Moon”. Inny raper I.M jest autorem słów rapu z kilku utworów. Kihyun i Wonho również przyczynili się do napisania kilku tekstów piosenek z płyty.
1 września grupa wydała drugi minialbum Rush, wraz z głównym singlem o tym samym tytule, wyprodukowanym przez Giriboya. Choreografię do niego stworzył Keone Madrid, a Joo Hee-sun wyreżyserował teledysk. Na płycie znalazło się sześć utworów wyprodukowanych przez Mad Clowna, Crybaby i Rhymera. Jooheon jest autorem słów rapu pięciu utworów, podczas gdy I.M napisał rap do czterech utworów, w tym tytułowego. W 2015 roku Monsta X wystąpili również na KCON 2015 w Los Angeles, co było pierwszym ich występem w Stanach Zjednoczonych. Minialbum został wydany ponownie, jako Rush Digital Repackage 'Hero', 22 października 2015 roku. Podczas rozdania nagród Mnet Asian Music Awards 2015, Monsta X otrzymali nagrodę "Next Generation Asian Artist". Zdobyli również nagrodę „1theK Performance Award” podczas 2015 Melon Music Awards.

### 2016:The Clan pt.1 LostiThe Clan pt. 2 Guilty
W styczniu 2016 roku grupa dołączyła do nowego programu rozrywkowego MONSTA X’s Right Now. Grupa wzięła udział w chińskim programie tanecznym Heroes of Remix (chn. 盖世英雄) w kwietniu 2016 roku, który został wyemitowany w czerwcu w telewizji Jiangsu. Monsta X pojawili się również w chińskim serialu internetowym Good Evening, Teacher, otrzymując pozytywną krytykę od lokalnych widzów.
Trzeci minialbum Monsta X, zatytułowany The Clan pt. 1 Lost, został wydany 18 maja z główny singlem „All In” (kor. 걸어 (All in)). Teledysk do „All In” wyreżyserował filmowiec Shin Dong-keul, który znany jest ze swojego marzycielskiego stylu i wcześniej zdobył nagrody na Canada International Film Festival. Album zadebiutował na piątym miejscu listy Billboard World Albums i pozostał na niej przez dwa kolejne tygodnie. 9 maja grupa wydała jeden z utworów z płyty, „Ex Girl”, z gościnnym udziałem Wheein z Mamamoo. Album był początkiem dużego projektu o nazwie „THE CLAN”, składającego się z dwóch i pół części.
Pierwsze dwa solowe koncerty grupy MONSTA X The First Live "X-Clan Origins" odbyły się 16 i 17 lipca; bilety zostały wyprzedane w pięć minut. W sierpniu 2016 roku Monsta X razem z Cosmic Girls z tej samej wytwórni, stworzyli grupę projektową, która promowała usługi telefoniczne KT Corporation i wydawali singel „Do Better”. Monsta X powrócili na początku października z czwartym minialbumem będącym drugą częścią serii „THE CLAN”, zatytułowanym The Clan pt. 2 Guilty. Płyta została wydana 4 października wraz z głównym singlem „Fighter” i towarzyszącym mu teledyskiem. W grudniu grupa otrzymała nagrodę "Best of Next Male Artist Award" podczas Mnet Asian Music Awards 2016.

### 2017:The Clan pt. 2.5 Beautiful, debiut w Japonii,Shine Forever
W styczniu 2017 roku miał swoją premierę program rozrywkowy grupy – Monsta X-Ray, na kanale JTBC2. 21 marca ukazał się pierwszy album studyjny i ostatnia część serii „THE CLAN” – The Clan pt. 2.5 Beautiful. Głównym singlem wydawnictwa był utwór „Beautiful” (kor. 아름다워 (Beautiful)). Album zadebiutował na pierwszym miejscu listy Billboardu World Albums z ponad tysiącem sprzedanych egzemplarzy. Monsta X uplasowali się także na 10. miejscu listy Heatseekers Albums Billboardu. Ponadto tytułowy utwór „Beautiful” zajął 4 miejsce na liście Billboardu World Digital Song Sales.
W maju 2017 roku Monsta X zadebiutowali w Japonii pod nową wytwórnią Universal Music Japan – Mercury Tokyo, wydając 17 maja pierwszy japoński singel „HERO”, który zawiera japońską wersję wcześniej wydanych koreańskich piosenek „HERO” i „STUCK”. Singel znalazł się na 2. miejscu listy Oricon Weekly Single Chart, 1. miejscu listy Tower Records i 2. miejscu listy Billboard Japan Top Singles Sales.
19 czerwca 2017 roku Monsta X wydali repackage album Shine Forever, który zawierał oryginalne utwory z albumu The Clan pt. 2.5 Beautiful i dwie dodatkowe piosenki – „Shine Forever” i „Gravity”. Teledysk do pierwszej z nich został wydany 14 czerwca. Tekst rapu tytułowej piosenki został napisany przez członków Jooheon i I.M. Pierwsza światowa trasa grupy, The First World Tour - Monsta X Beautiful, rozpoczęła się dwoma koncertami 17 i 18 czerwca w Seulu. Ponadto, drugi sezon programu Monsta X-Ray został wyemitowany w lipcu. 27 lipca Monsta X wydali letni singel Newton. Teledysk do utworu „NEWTON” (kor. 뉴튼 (NEWTON)) został wyprodukowany przez Yoo Sung-gyun z Sunny Visual.
23 sierpnia ukazał się ich drugi japoński singel „Beautiful”, który zawiera japońską wersję piosenek „Beautiful” i „Ready or Not”. Uplasował się na 2. pozycji listy Oricon Weekly Single Chart. Kolejny comeback zespołu odbył się 7 listopada z piątym minialbumem The Code i głównym singlem z płyty – „Dramarama”. Koncept teledysku do piosenki skupiał się na podróżach w czasie. W dniu wydania minialbumu odbył się "MONSTA X COMEBACK SHOW-CON" w Jangchung Arena. 14 listopada Monsta X zdobyli pierwsze zwycięstwo w programie muzycznym The Show z piosenką „Dramarama”.
18 grudnia grupa wydała specjalny singel „Lonely Christmas”, jako niespodziankę dla swoich fanów. Piosenka została napisana, wyprodukowana i współtworzona przez głównego rapera grupy Jooheona.

### 2018:The Connect: Dejavu, japoński album iTake.1 Are You There?
13 stycznia 2018 roku Monsta X wzięli udział w pierwszym dniu seulskiej części sztafety ze zniczem olimpijskim. Pokazali swoją pracę zespołową, a każdy z siedmiu członków na zmianę niósł symboliczny olimpijski płomień.
31 stycznia Monsta X wydali trzeci japoński singel „SPOTLIGHT”, który zawiera japońską wersję wcześniej wydanej koreańskiej piosenki „Shine Forever”. Singel znalazł się na 2. miejscu listy Oricon Weekly Single Chart.
Szósty minialbum grupy, zatytułowany The Connect: Dejavu, ukazał się 26 marca. Płyta zawierała siedem utworów, w tym główny singel „Jealousy”. 17 kwietnia Monsta X zajęli po raz drugi pierwsze miejsce w programie muzycznym The Show z piosenką „Jealousy”. W kwietniu Monsta X nawiązali współpracę z Lens Town, marką okularów i soczewek kontaktowych. Aktywnie uczestniczyli w procesie wydawania Lens Town, tworząc własną linię soczewek „Monsta X lens” lub MnX.
25 kwietnia wydali swój pierwszy japoński album PIECE, który zawierał główny utwór „Puzzle”, wcześniej wydane japońskie single i cztery dodatkowe utwory. Płyta zajęła 3. pozycje na liście Oricon i pierwsze miejsce na liście Tower Records. 27 kwietnia rozpoczęli swoją pierwszą japońską trasę koncertową w Nagoi. 2 maja uczestniczyli w festiwalu kulturalnym C-Festival 2018, jako oficjalni ambasadorzy jego promocji, zorganizowanym przez Ministerstwo Spraw Zagranicznych, Ambasadę Tajlandii (Ambasada Republiki Korei), Gangnam-gu; była to jedna z największych publiczno-prywatnych imprez partnerskich w Korei zorganizowanych przez COEX.
1 sierpnia Monsta X wydali teledysk do tytułowej piosenki z najnowszego japońskiego singla – „LIVIN’ IT UP”. Płyta ukazała się 12 września. 1 października zespół został modelem nowej linii kosmetyków Tony Moly.
7 października zapowiedzieli drugi album studyjny Take.1 Are You There? i główny singel „Shoot Out”, z datą premiery planowaną na 22 października. 9 listopada ukazała się angielska wersja piosenki „Shoot Out”. Ponadto grupa została wybrana przez Capital One jako pierwszy zespół K-popowy, który wystąpił na KIIS-FM Jingle Ball w 2018 roku.

### 2019:Take.2 We Are Here, trzecia trasa światowa i odejście Wonho
20 stycznia 2019 roku Monsta X zapowiedzieli comeback w lutym, ze swoim trzecim studyjnym albumem Take.2 We Are Here i głównym singlem „Alligator”. Potwierdzili też, że zaczynając od nadchodzących promocji nowej płyty pseudonimem Jooheon będzie Joohoney. Album ukazał się 18 lutego.
W marcu Monsta X współpracowali z producentem muzycznym Steve’em Aokim przy angielskiej wersji piosenki „Play It Cool”. W tym miesiącu grupa podpisała kolejną pięcioletnią umowę z Litmus jako jej wyłączni modele komercyjni. Ich agencja, Starship Entertainment, ogłosiła też światową trasę koncertową po 12 krajach i 18 miastach. 27 marca ukazał się japoński singel „Shoot Out”.
27 maja został wyemitowany odcinek serialu animowanego Między nami, misiami, w którym wystąpili wszyscy członkowie zespołu.
28 maja podpisali umowę z Epic Records obejmującą nagrania w języku angielskim i dystrybucję poza Koreą Południową. 12 czerwca wydali kolejny japoński singel pt. „Alligator”, a 21 sierpnia ukazał się drugi japoński album studyjny, zatytułowany Phenomenon, który zawierał 3 wcześniej wydane japońskie single. Płyta zajęła 2. pozycje na liście Oricon. 14 czerwca ukazała się angielska piosenka „Who Do U Love?” z udziałem French Montana, wydana przez Epic Records.
31 października Starship Entertainment opublikowało oświadczenie informujące, że Wonho odejdzie, aby uniknąć negatywnego wpływu na grupę w związku z ostatnimi zarzutami. Agencja poinformowała, że planuje podjąć kroki prawne przeciwko złośliwym plotkom. Jego kontrakt z agencją został rozwiązany 1 listopada.

### 2020:All About Luv,Fantasia XiFatal Love
14 lutego 2020 roku zespół wydał pierwszy angielski album studyjny pt. All About Luv.
30 marca został wydany cyfrowo japoński utwór „Wish on the same sky” z siódmego singla o tym samym tytule, ktozy ukazał się 15 kwietnia. Płyta uplasowała się na 2. pozycji tygodniowej listy Oricon. 26 maja grupa wydała ósmy minialbum pt. Fantasia X, z głównym singlem „Fantasia”. Przed tym comebackiem Joohoney powrócił do aktywności grupy po przerwie. W celu promocji płyty została zapowiedziana czwarta trasa koncertowa, która została przełożona z powodu pandemii COVID-19. Nie mogąc występować na koncertach, uczestniczyli w transmitowanym na żywo wydarzeniu KCON – K:CONTACT 2020. Zapowiedzieli też koncert Live From Seoul With Luv transmitowany na żywo, pierwotnie zaplanowany na 25 lipca, ale ostatenie przesunięty na 8 sierpnia, aby Shownu mógł wyzdrowieć po niespodziewanej operacji, którą przeszedł. Wydarzenie zostało zorganizowane za pośrednictwem platformy streamingowej LiveXLive, a podczas występu wykonali kilka piosenek z ich anglojęzycznego albumu All About Luv, z koreańskiego minialbumu Fantasia X oraz kilka starszych singli.
We wrześniu zespół ogłosił, że weźmie udział w „Visit Cultural Heritage Campaign” – kampanii promującej tradycyjną kulturę koreańską poprzez zwiedzanie miejsc z listy światowego dziedzictwa UNESCO w Korei Południowej.
W październiku Monsta X zapowiedzieli wydanie trzeciego albumu studyjnego, Fatal Love, który ukazał się 2 listopada. Promował go singel „Love Killa””. 16 grudnia ukazał się japoński singel Love Killa, na którym znalazły się japońskie wersje piosenek „Love Killa” oraz „Fantasia”.

## Członkowie

### Obecni
| Pseudonim                    | Pseudonim | Prawdziwe imię                 | Prawdziwe imię  | Data urodzenia           | Pozycja                                 |
| Latynizacja                  | Hangul    | Latynizacja                    | Hangul          | Data urodzenia           | Pozycja                                 |
| ---------------------------- | --------- | ------------------------------ | --------------- | ------------------------ | --------------------------------------- |
| Shownu                       | 셔누      | Son Hyun-woo                   | 손현우          | 18 czerwca 1992(dts)     | lider, prowadzący wokal, główny tancerz |
| Minhyuk                      | 민혁      | Lee Min-hyuk                   | 이민혁          | 3 listopada 1993(dts)    | wokal wspomagający                      |
| Kihyun                       | 기현      | Yoo Ki-hyun                    | 유기현          | 22 listopada 1993(dts)   | główny wokal                            |
| Hyungwon                     | 형원      | Chae Hyung-won                 | 채형원          | 15 stycznia 1994(dts)    | wokal wspomagający                      |
| Joohoney (wcześniej Jooheon) | 주헌이    | Lee Joo-heon (ur. Lee Ho-joon) | 이주헌 (이호준) | 6 października 1994(dts) | główny raper                            |
| I.M                          | 아이엠    | Lim Chang-kyun                 | 임창균          | 26 stycznia 1996(dts)    | prowadzący raper, maknae                |

### Byli
| Pseudonim   | Pseudonim | Prawdziwe imię | Prawdziwe imię | Data urodzenia    | Pozycja                                |
| Latynizacja | Hangul    | Latynizacja    | Hangul         | Data urodzenia    | Pozycja                                |
| ----------- | --------- | -------------- | -------------- | ----------------- | -------------------------------------- |
| Wonho       | 원호      | Lee Ho-seok    | 이호석         | 1 marca 1993(dts) | wokal wspomagający, tancerz prowadzący |

## Dyskografia

### Albumy studyjne
| Rok                                            | Dane dot. albumu | Najwyższa pozycja | Najwyższa pozycja | Najwyższa pozycja | Najwyższa pozycja | Najwyższa pozycja | Najwyższa pozycja | Najwyższa pozycja | Sprzedaż        |            |            |            |
| Rok                                            | Dane dot. albumu | KOR               | JPN               | JPN Hot           | FRA               | US Heat           | US Indie          | US World          | Sprzedaż        |            |            |            |
| Koreańskie                                     | Koreańskie | Koreańskie        | Koreańskie        | Koreańskie        | Koreańskie        | Koreańskie        | Koreańskie        | Koreańskie        | Koreańskie      | Koreańskie | Koreańskie | Koreańskie |
| ---------------------------------------------- | --- | ----------------- | ----------------- | ----------------- | ----------------- | ----------------- | ----------------- | ----------------- | --------------- | ---------- | ---------- | ---------- |
| 2017                                           | The Clan, Pt. 2.5 [Beautiful] - Wydany: 21 marca 2017 - Wytwórnia: Starship Entertainment - Format: CD, digital download                                    | 2                 | 38                | 97                | 113               | 10                | 31                | 1                 | - KOR: 138 062+ |            |            |            |
| 2017                                           | Shine Forever - Repackage albumu The Clan, Pt. 2.5 [Beautiful] - Wydany: 19 czerwca 2017 - Wytwórnia: Starship Entertainment - Format: CD, digital download | 1                 | 38                | –                 | –                 | –                 | –                 | 10                | - KOR: 66 684+  |            |            |            |
| 2018                                           | Take.1 Are You There? - Wydany: 22 października 2018 - Wytwórnia: Starship Entertainment - Format: CD, digital download                                     | 1                 |                   | 41                | 92                | 6                 | 24                | 7                 | - KOR: 239 137+ |            |            |            |
| 2019                                           | Take.2 We Are Here - Wydany: 18 lutego 2019 - Wytwórnia: Starship Entertainment - Format: CD, digital download                                              | 1                 | 9                 | 49                | 84                | 8                 | –                 | 4                 | - KOR: 253 456+ |            |            |            |
| 2020                                           | Fatal Love - Wydany: 2 listopada 2020 - Wytwórnia: Starship Entertainment - Format: CD, digital download                                                    | 1                 | 16                | 75                | –                 | –                 | –                 | 11                | - KOR: 287 230+ |            |            |            |
| Japońskie                                      | |                   |                   |                   |                   |                   |                   |                   |                 |            |            |            |
| 2018                                           | Piece - Wydany: 25 kwietnia 2018 - Wytwórnia: Universal Music Japan - Format: CD+DVD, CD, digital download                                                  | –                 | 3                 | 7                 | –                 | –                 | –                 | –                 | - JPN: 55 042+  |            |            |            |
| 2019                                           | Phenomenon - Wydany: 21 sierpnia 2019 - Wytwórnia: Universal Music Japan - Format: CD+DVD, CD, digital download, streaming audio                            | –                 | 2                 | 2                 | –                 | –                 | –                 | –                 | - JPN: 56 244+  |            |            |            |
| 2021                                           | Flavors of Love - Wydany: 5 maja 2021 - Wytwórnia: Universal Music Japan - Format: CD+DVD, CD, digital download, streaming audio                            | –                 | 2                 | 1                 |                   |                   |                   |                   | - JPN: 22 533+  |            |            |            |
| Angielskie                                     | |                   |                   |                   |                   |                   |                   |                   |                 |            |            |            |
| 2020                                           | All About Luv - Wydany: 14 lutego 2020 - Wytwórnia: Epic Records - Format: CD, digital download                                                             | –                 | 18                | 63                | 67                | –                 | –                 | –                 | - JPN: 5772+    |            |            |            |
| "–" oznacza, że wydawnictwo nie było notowane. | |                   |                   |                   |                   |                   |                   |                   |                 |            |            |            |

### Minialbumy
- Trespass (2015)
- Rush (2015)
- THE CLAN pt. 1 'LOST' (2016)
- THE CLAN pt. 2 'GUILTY' (2016)
- THE CODE (2017)
- The Connect: Dejavu (2018)
- Follow: Find You (2019)
- Fantasia X (2020)
- One of a Kind (2021)
- No Limit (2021)
- Shape of Love (2022)

## Trasy i koncerty

### Trasy światowe
- The First World Tour - Monsta X Beautiful (2017)
- The Second World Tour - The Connect (2018)
- The Third World Tour - We Are Here (2019)

### Koncerty solowe
- MONSTA X The First Live "X-Clan Origins" (16 & 17 lipca 2016)

### Fan meeting
- The First Asia Fan Meeting in Manila (27.11.2016)
- The First Asia Fan Meeting Taipei (18.12.2016)
- The First Asia Fan Meeting in Bangkok (07.01.2017)